# Palazzo Contarini Dal Zaffo

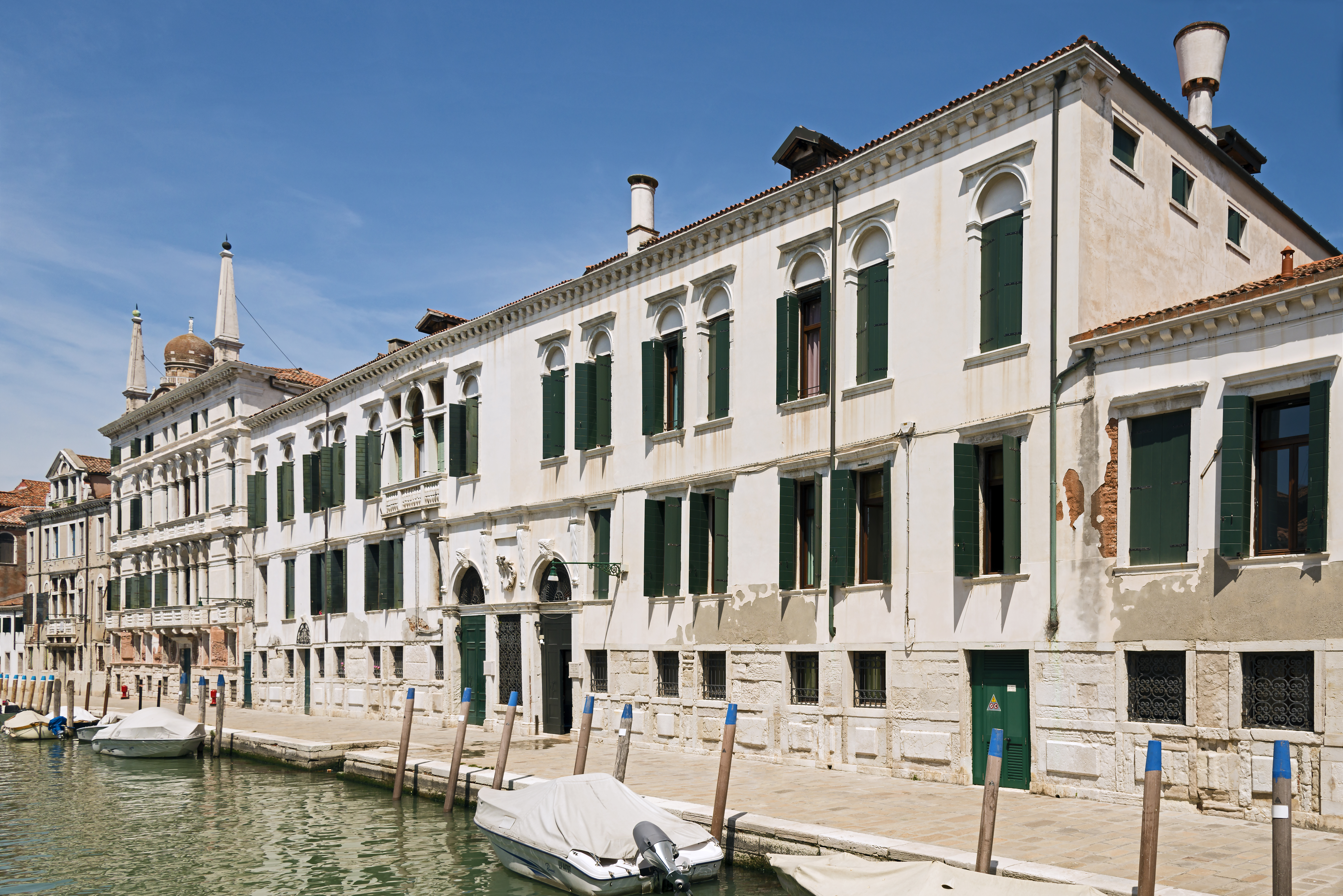
Palazzo Contarini dal Zaffo

Het Palazzo Contarini Dal Zaffo is een Venetiaans Paleis in de Sestiere Cannaregio aan de Rio Madonna dell'Orto bij de kerk Madonna dell'Orto. Aan de oostkant grenst het, net als het aan de tuin grenzende Casino degli Spiriti, aan de Sacca della Misericordia.

## Geschiedenis

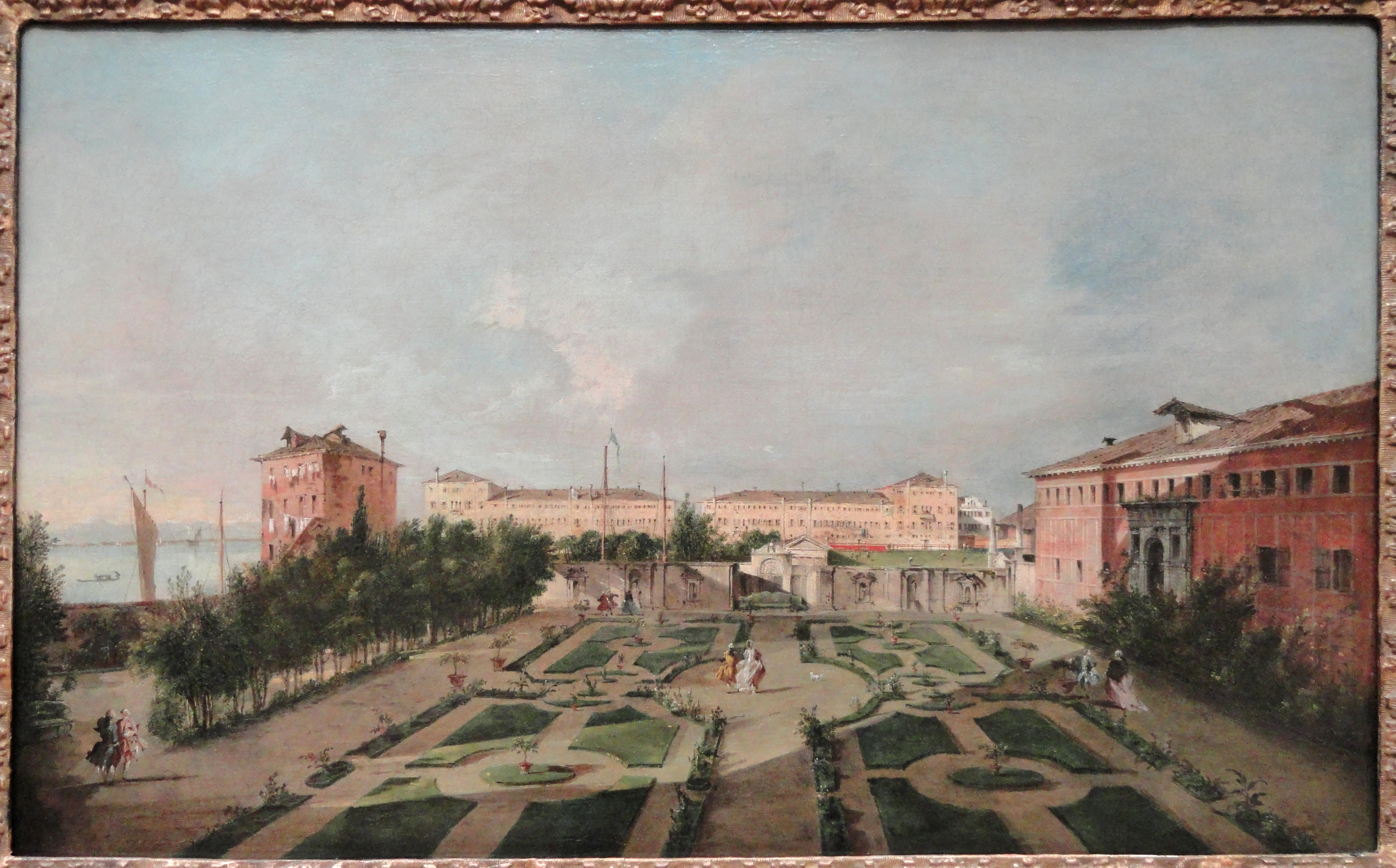
Tuin van het Palazzo Contarini dal Zaffo, Francesco Guardi, ~1770

Het 16e-eeuwse gebouw werd gebouwd in opdracht van de Contarini familie Dal Zaffo. Tegenwoordig wordt het paleis gebruikt door de kerk en liefdadigheidsinstellingen en herbergt het een bejaardentehuis in de rechtervleugel.
Giorgio Contarini was de eerste hertog van Jaffa (Zaffo). Het paleis is waarschijnlijk de geboorteplaats van de diplomaat en theoloog Gasparo Contarini.

## Architectuur
De brede gevel van het typische Renaissance paleis aan de Fondamenta di Gasparo Contarini vertoont geen enkele symmetrie. Het drie verdiepingen tellende paleis is zo groot als een tussenvloer (mezzanine) op de begane grond met vierkante ramen. In het midden zijn er twee toegangsportalen met grote halve bogen over twee verdiepingen. Daartussen bevindt zich een stenen familiewapen van de Contarini.
De eerste en tweede verdieping hebben elk een rij van 13 rechthoekige kozijnen, op de tweede verdieping met halve bogen. In de piano nobile van het linkerdeel zit een Serliana, niet boven het mooie dubbele portaal.
Achter het paleis is er een ruime tuin met uitzicht op het noordelijke uiteinde van de stad en de lagune.
Binnen, zoals in het paleis aan het Canal Grande, zijn er fresco's van Giovanni Domenico Tiepolo. In de mezzanine bevindt zich de Apotheose van Giorgio Contarini.

## Galerij

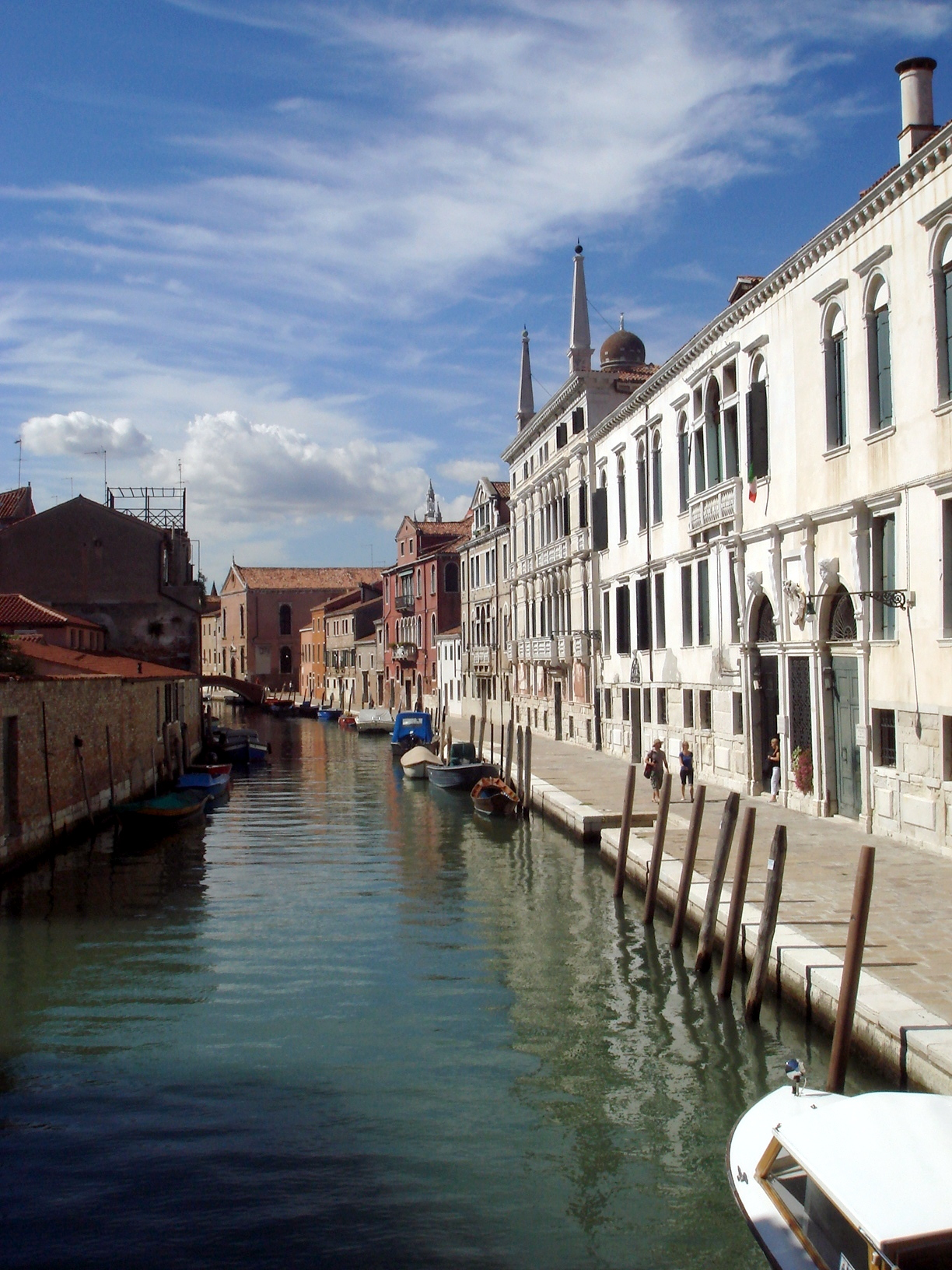
Uitzicht op de Fondamenta naar Madonna dell'Orto
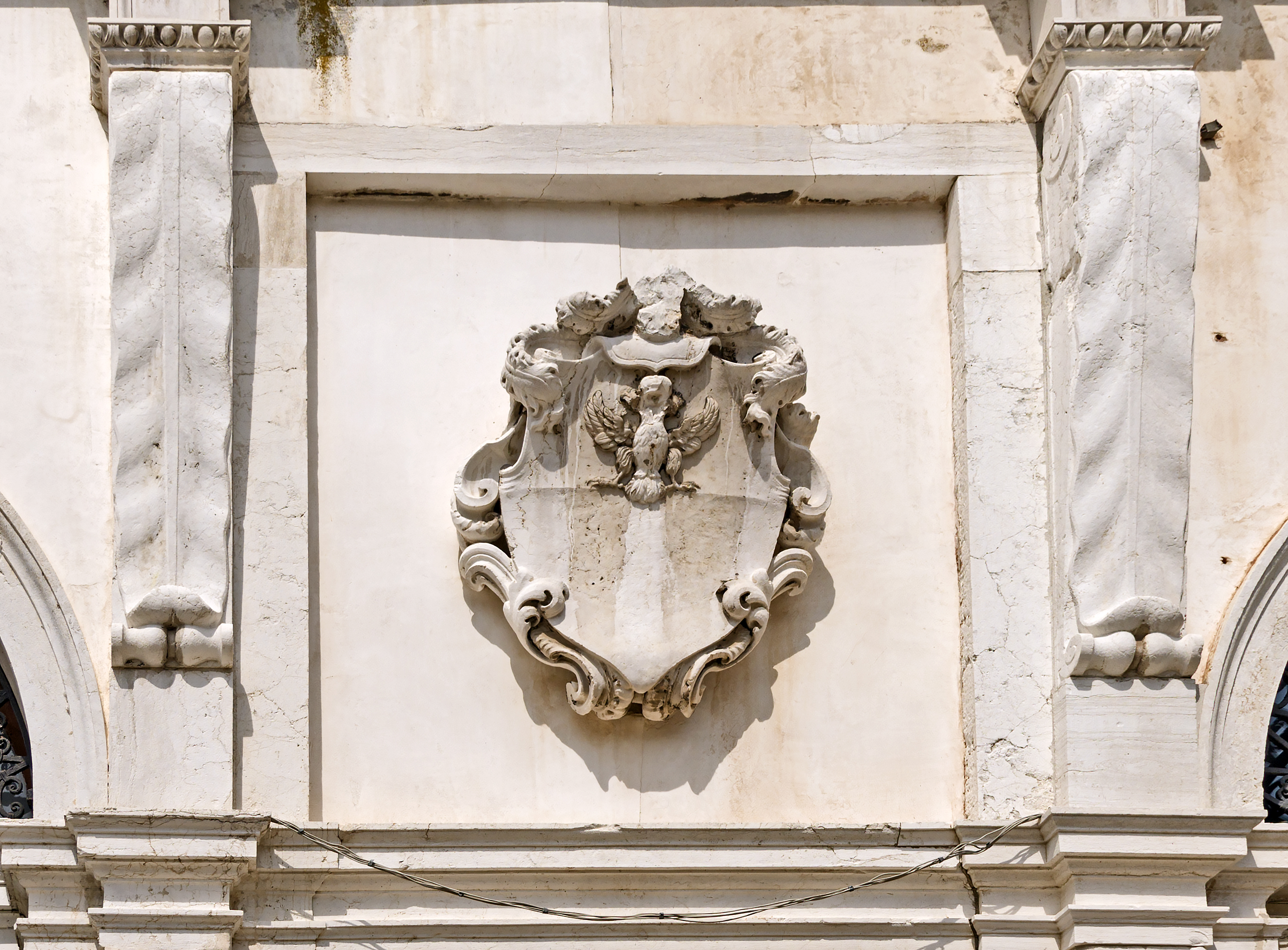
Wapen van de Contarini op de gevel
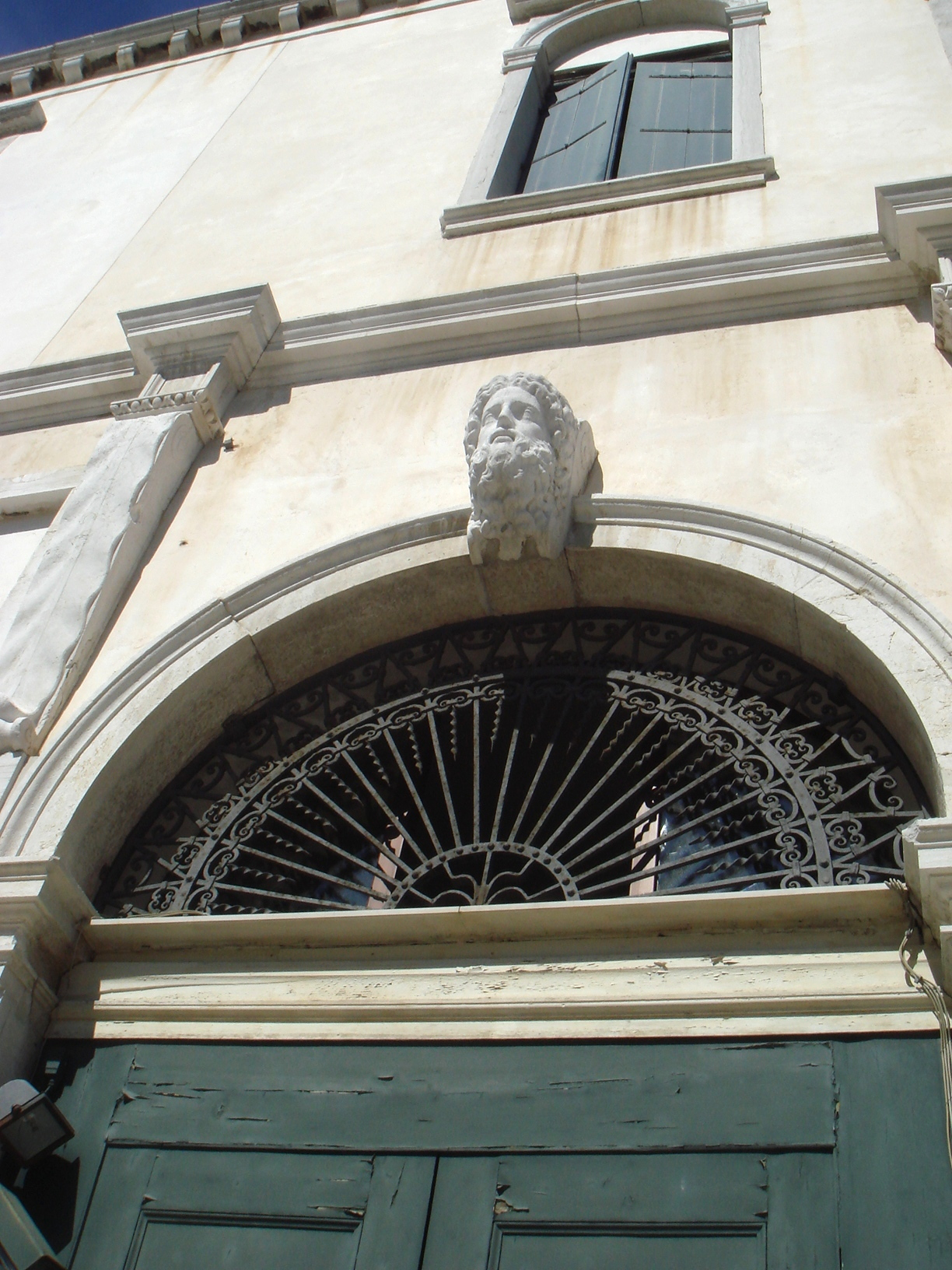
Portaal met een beeld
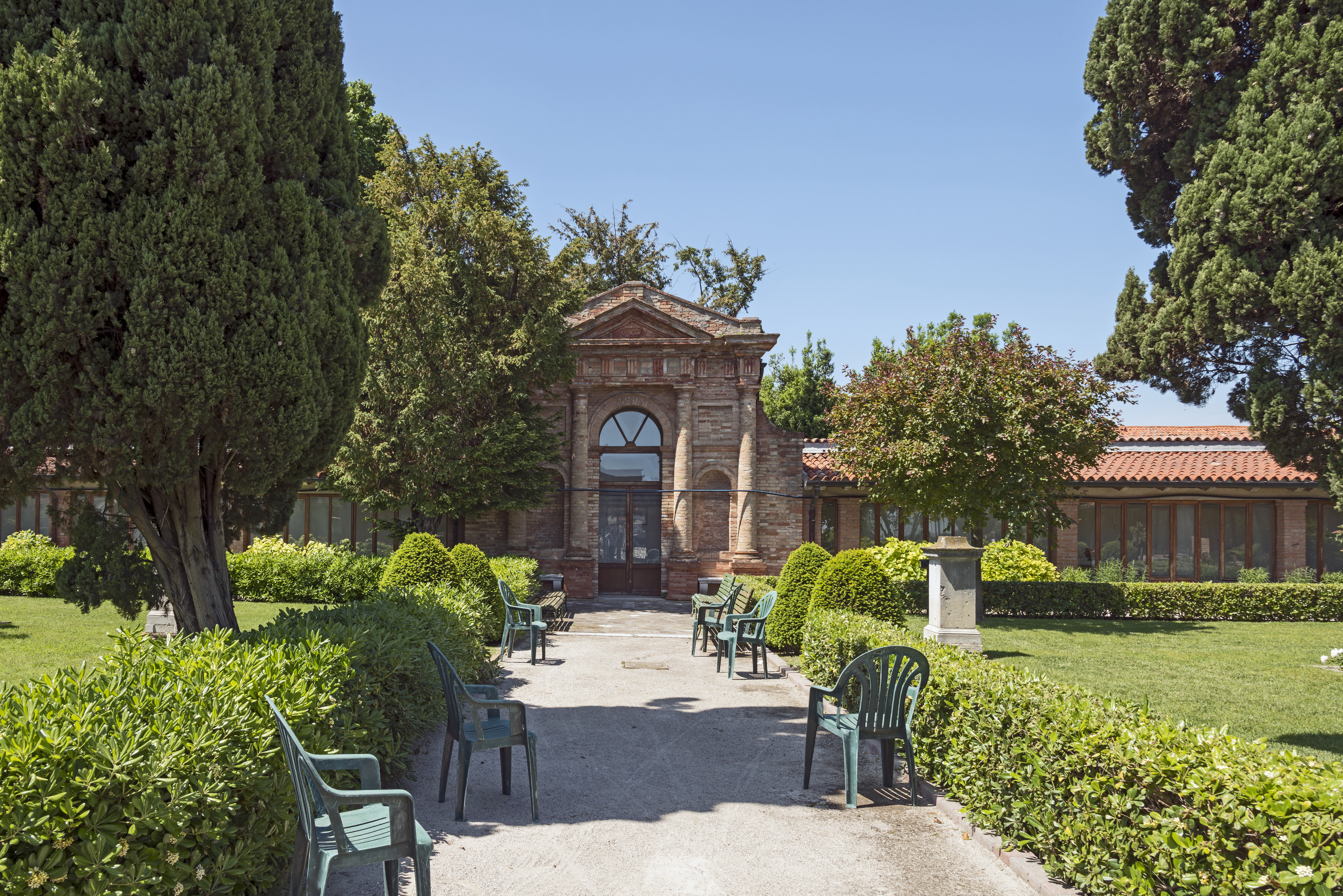
De tuinen van het Palazzo Contarini dal Zaffo
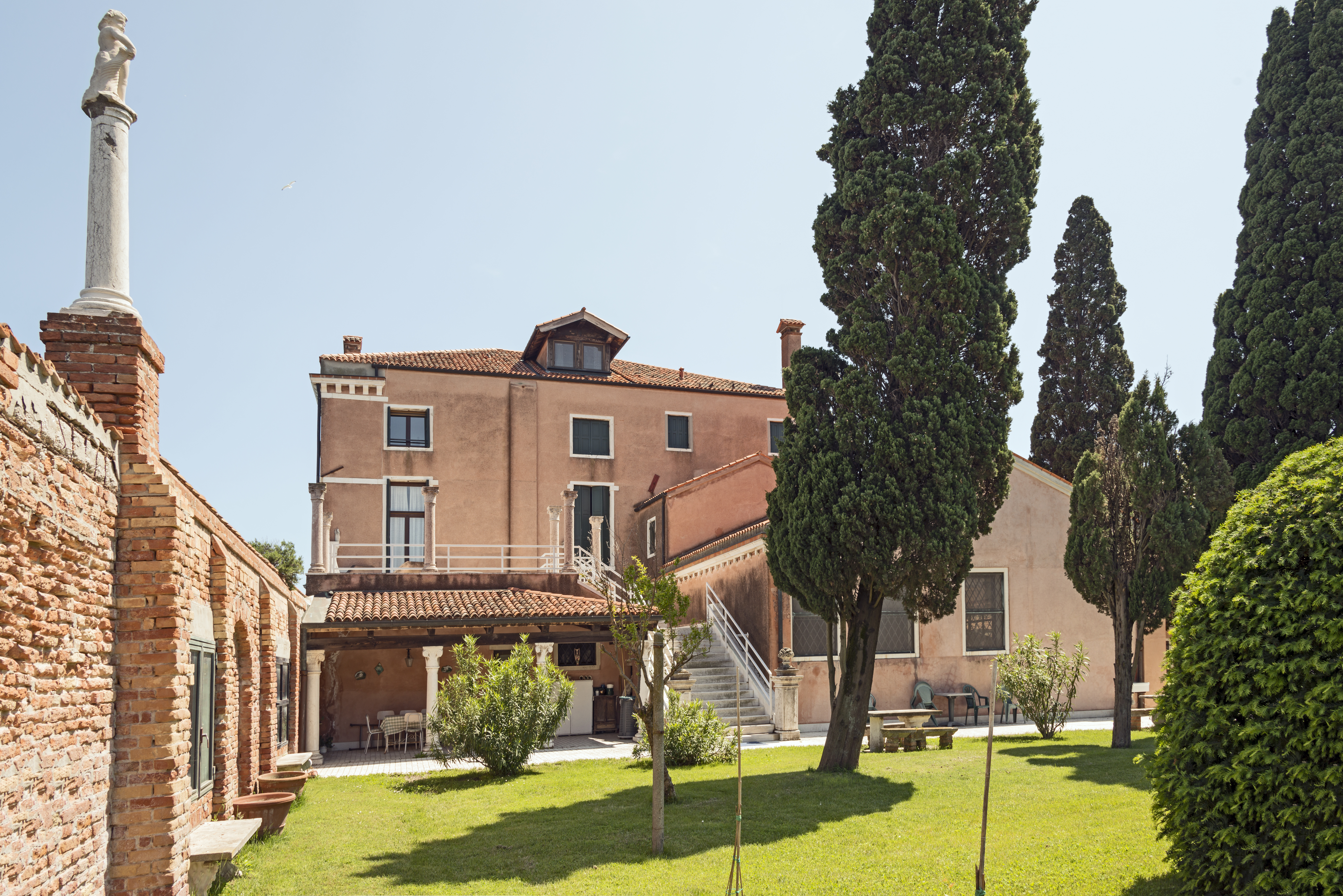
Casino degli Spiriti
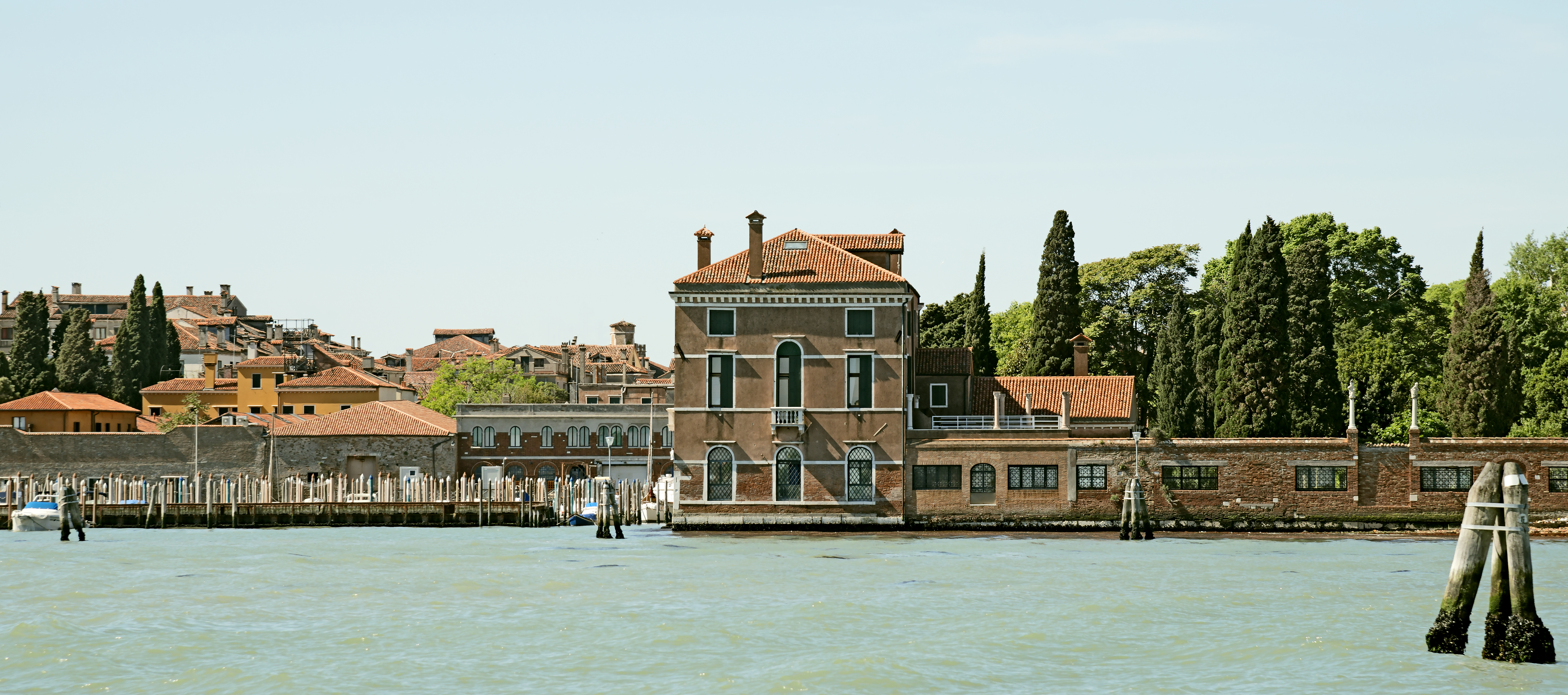
Het Casino degli Spiriti en de tuin van het Palazzo Contarini dal Zaffo.